# Grande engodo da Lua

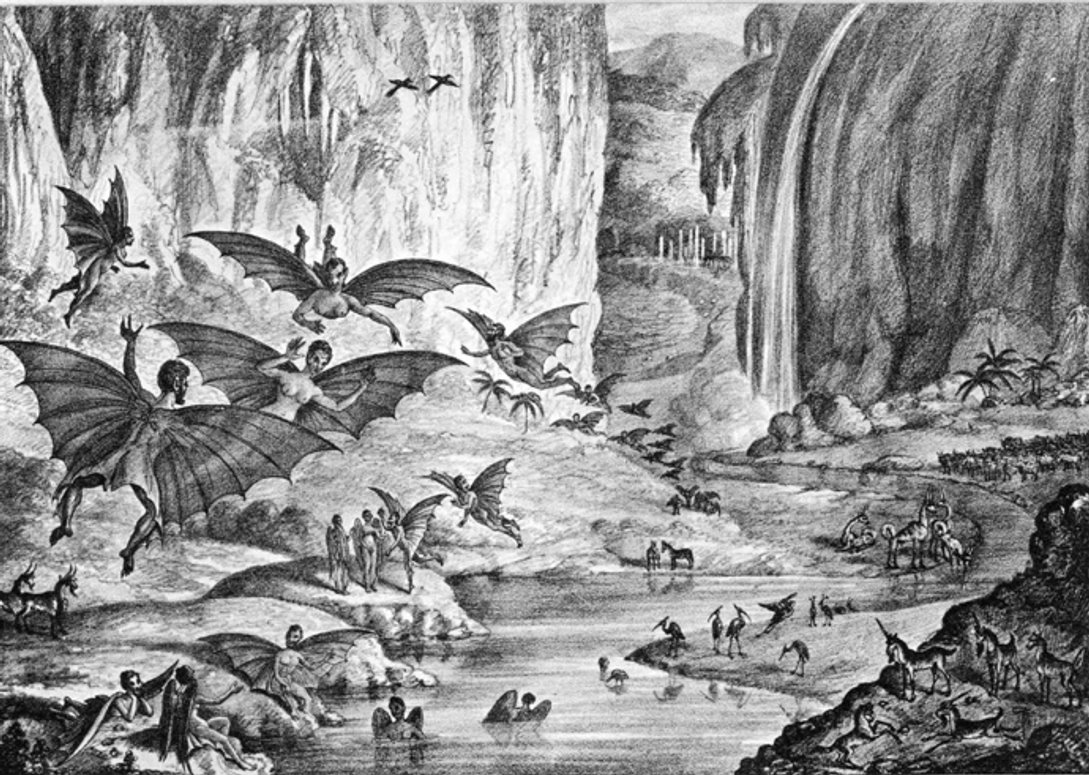
Uma litografia do "anfiteatro de rubi" da farsa, conforme impresso no The Sun (de Nova York)

O grande engodo da Lua, de 1835, consiste na publicação feita pelo jornal The Sun (de Nova York) de uma série de seis artigos que descreviam a descoberta de uma civilização de seres alienígenas na Lua, creditando o então eminente astrônomo John Herschel pela "descoberta".

## Artigo
O título dizia:
| “ | GRANDES DESCOBERTAS ASTRONÔMICAS FINALMENTE FEITO LATELY MADE POR SIR JOHN HERSCHEL, L.L.D. F.R.S. &c. No Cabo da Boa Esperança Do suplemento ao Edinburgh Journal of Science | ” |

Os artigos descreviam animais na Lua, incluindo bisões, cabras, unicórnios, castores bípedes sem cauda e humanóides com asas semelhantes a morcegos ("Vespertilio-homo") que construíam templos. Havia árvores, oceanos e praias. Essas descobertas foram supostamente feitas com "um imenso telescópio de um princípio inteiramente novo".
O autor da narrativa era ostensivamente o Dr. Andrew Grant, o companheiro de viagem e amanuense de Sir John Herschel, mas Grant era fictício.

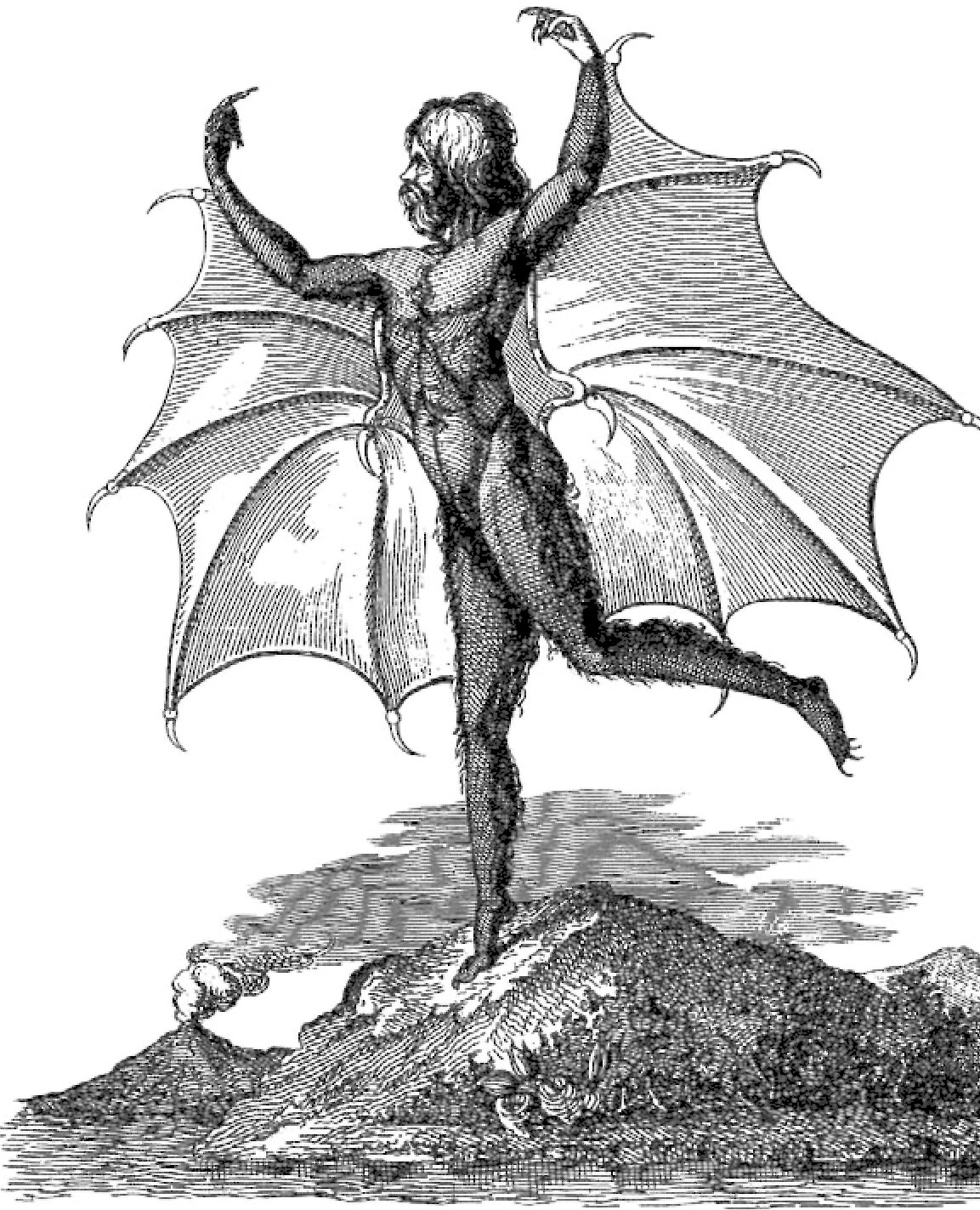
Retrato de um morcego (" Vespertilio-homo"), de uma edição da série Moon publicada em Nápoles.

Por fim, os autores anunciaram que as observações haviam sido encerradas com a destruição do telescópio, por meio do Sol, fazendo com que a lente funcionasse como um "vidro em chamas", incendiando o observatório.

## Reações
Segundo a lenda, a circulação do The Sun (de Nova York) aumentou dramaticamente por causa da fraude e manteve-se permanentemente maior do que antes, estabelecendo assim The Sun (de Nova York) como um papel bem sucedido. No entanto, o grau em que a fraude aumentou a circulação do jornal certamente foi exagerado nos relatos populares sobre o evento. Não foi descoberto que era uma farsa por várias semanas após sua publicação e, mesmo então, o jornal não publicou uma retratação.
Herschel inicialmente se divertiu com a farsa, observando que suas próprias observações reais nunca poderiam ser tão empolgantes. Mais tarde, ele ficou irritado quando teve que responder a perguntas de pessoas que acreditavam que a farsa era séria.
Edgar Allan Poe afirmou que a história era um plágio de seu trabalho anterior "A aventura incomparável de um Hans Pfaall". Seu editor na época era Richard Adams Locke. Mais tarde, ele publicou "The Balloon-Hoax" no mesmo jornal.
 

Poe publicou sua própria farsa sobre a Lua no final de junho de 1835, dois meses antes da farsa de Locke Moon, no Southern Literary Messenger intitulado "Hans Phaall – A Tale", mais tarde republicado como "The Unparalleled Adventure of One Hans Pfaall". A história foi reimpressa na New York Transcriptem 2–5 de setembro de 1835, sob o título "Lunar Discoveries, Extraordinary Aerial Voyage by Baron Hans Pfaall". Poe descreveu uma viagem à Lua em um balão de ar quente, no qual Pfaall vive cinco anos na Lua com lunares e envia um lunariano para a Terra. A farsa de Poe Moon teve menos sucesso por causa do tom satírico e cômico do relato. Locke foi capaz de ofuscar Poe e roubar seu trovão. Em 1846, Poe escreveria um esboço biográfico de Locke como parte de sua série "The Literati of New York City", que apareceu no Godey's Lady's Book .